# Oblast Charkiw
Die Oblast Charkiw (ukrainisch Харківська область Charkiwska oblast; russisch Харьковская область Charkowskaja  oblast) liegt im Osten der Ukraine und bildet im Norden die Grenze zu Russland (Oblast Belgorod). Sie hat 2.633.834 Einwohner (Anfang 2021; de facto).

## Geographie
Im Nordwesten grenzt die Oblast an die Oblast Sumy und im Südwesten an die Oblast Poltawa. An den südlichen Grenzen liegen die Oblaste Dnipropetrowsk und Donezk. Östlich der Oblast liegt die Oblast Luhansk.
Der Siwerskyj Donez durchfließt, aus Russland kommend, die Oblast. An der Grenze zur Oblast Donezk bildet der Fluss teilweise die Grenzlinie. Weitere Flüsse sind der von rechts in den Donez mündende Udy und sein Nebenfluss Lopan.

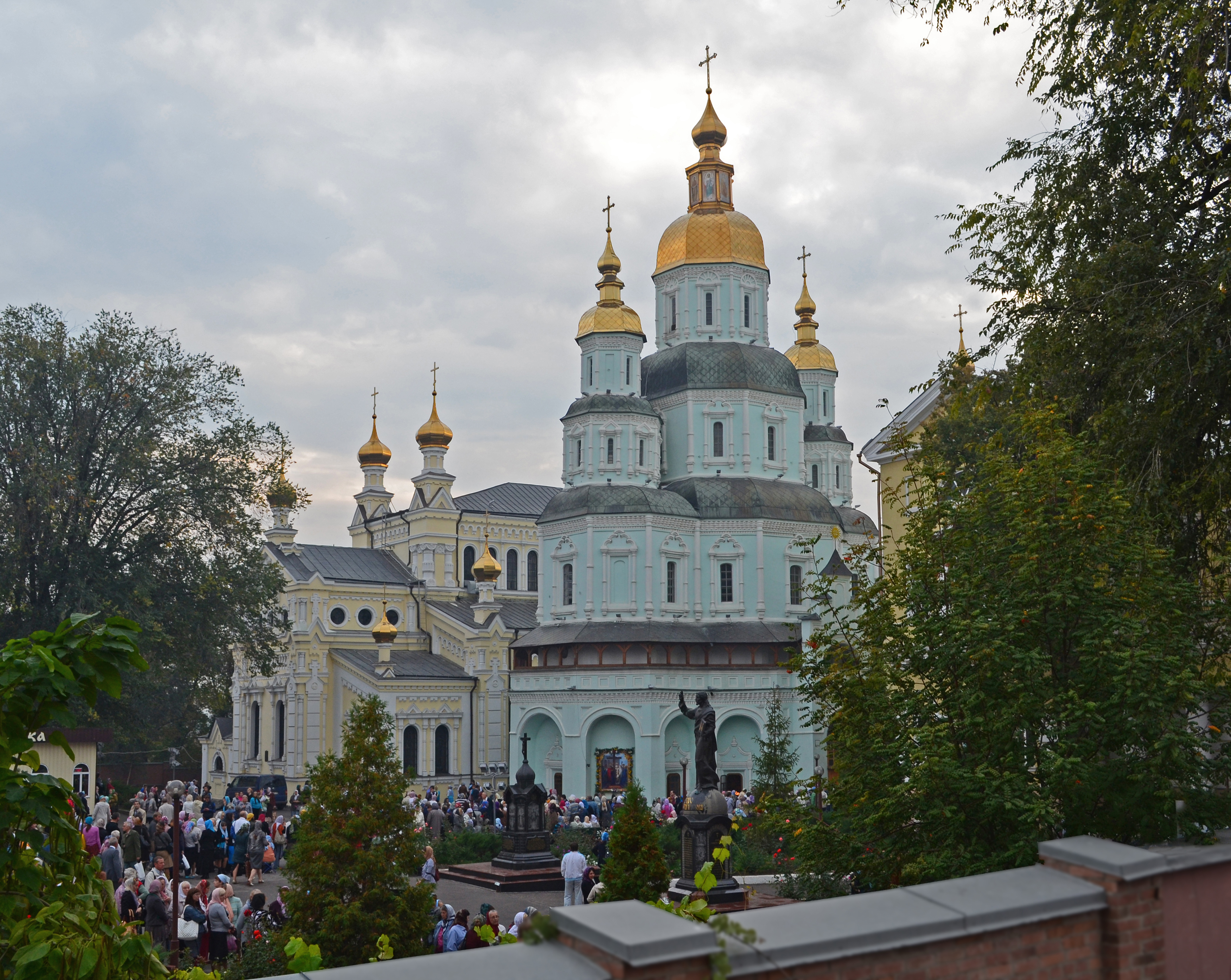
Pokrowski-Kloster in Charkiw
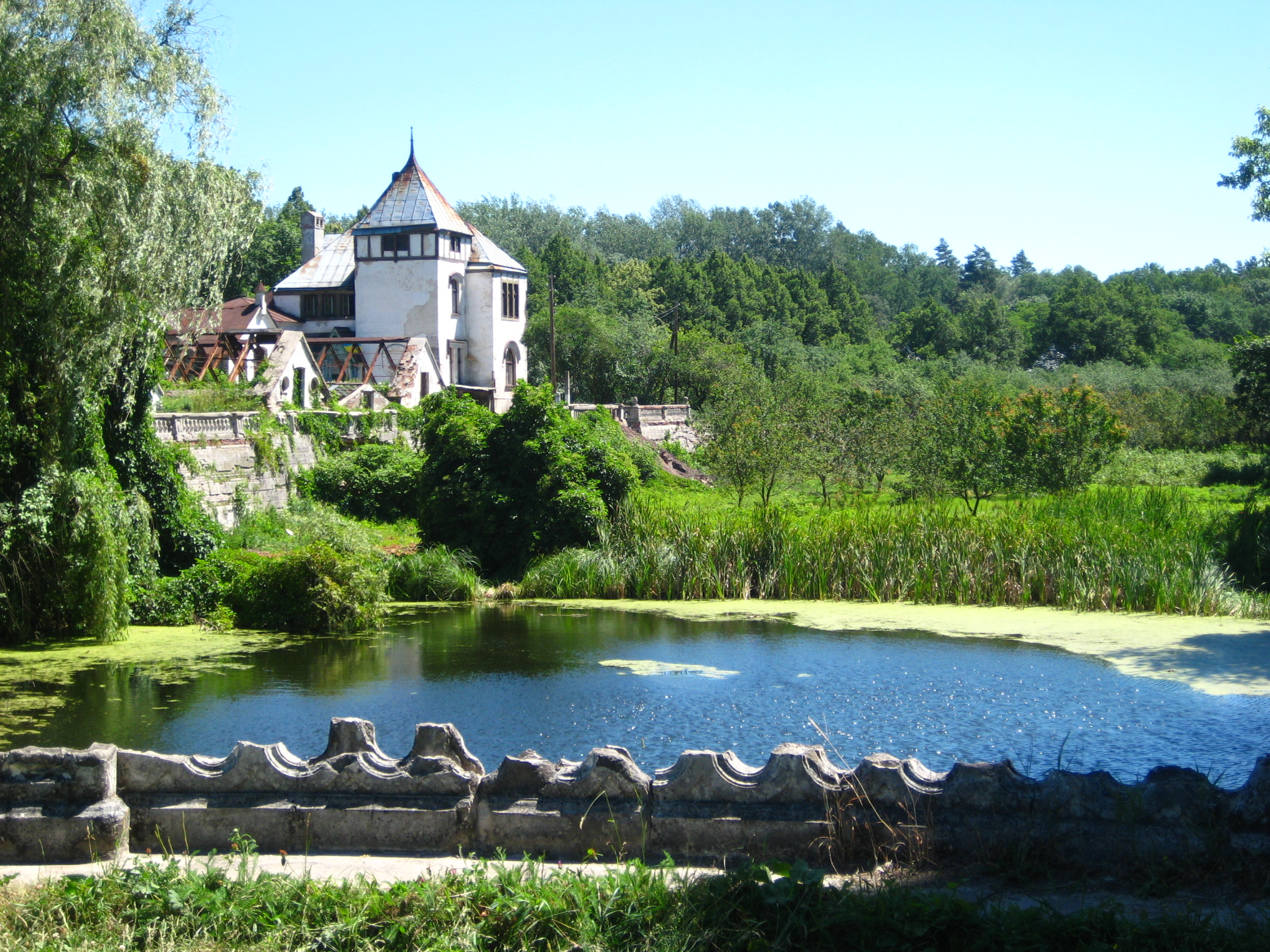
Schariwka
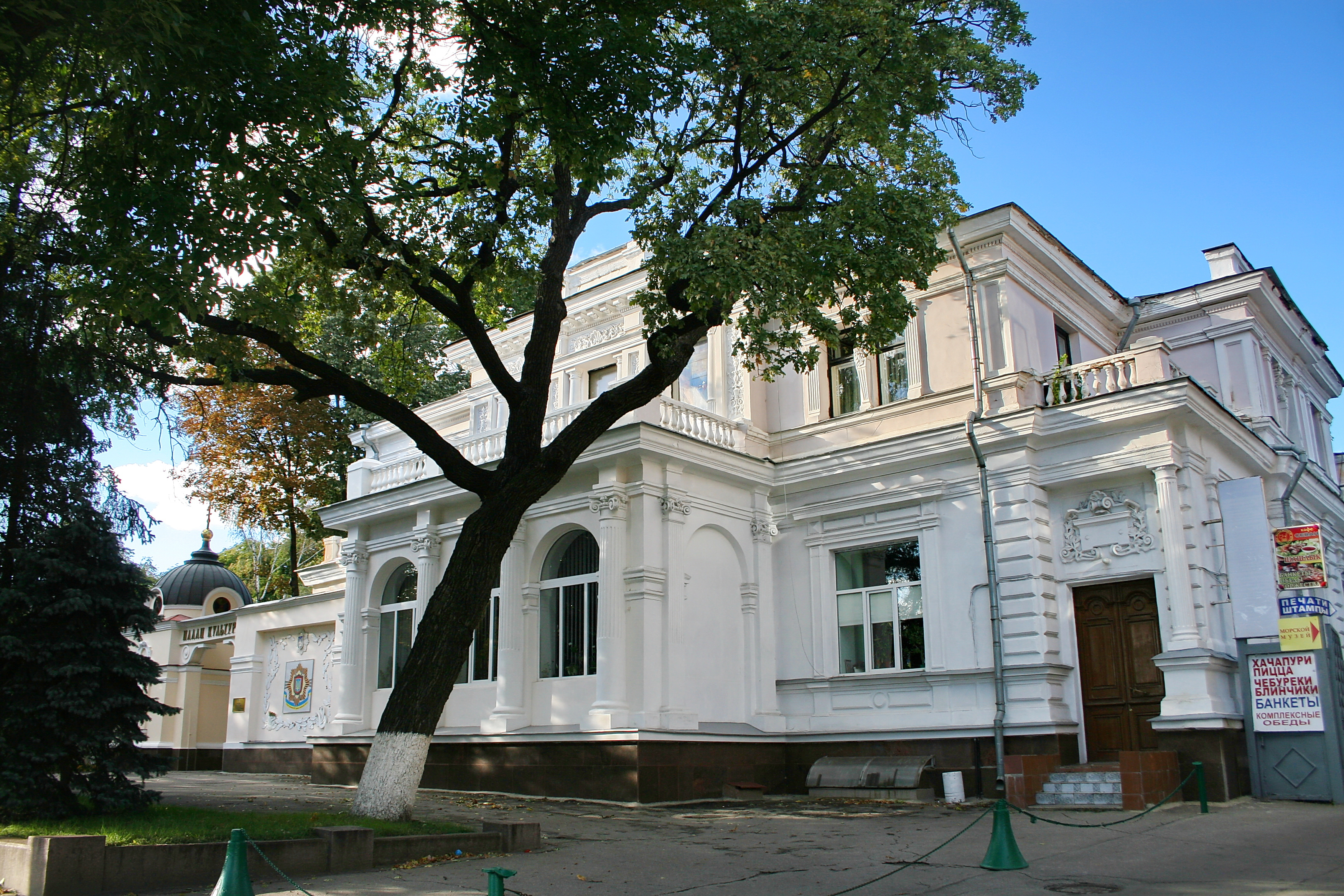
Villa in Charkiw

## Geschichte
Im Vertrag von Perejaslaw schloss die Ukraine ein Militärbündnis mit Russland. Russlands ständige Vertragsverletzungen führten jedoch zu häufigen Aufständen ukrainischer Kosaken. 1731, während der Russisch-Türkischen Kriege, errichteten die Kosaken hier eine ukrainische Verteidigungslinie, deren bekannteste die Petriwska-Festung im Dorf Petriwske nahe der Stadt Balaklija war. Während der russischen Eroberung zwischen 1765 und 1835 war das Gebiet Teil der Sloboda-Ukraine. Im Jahr 1835 entstand aus dieser Region das Gouvernement Charkiw, das bis 1925 bestand. Im Jahr 1925 entstanden aus dem Gouvernement die fünf Okrugs Bogoduchow (später Ochtyrka), Charkiw, Isjum, Kupjansk und Sumy als Teil der Ukrainischen SSR. In den Jahren zwischen 1930 und 1932 wurde die Bezeichnung Okrug abgeschafft und diese wurden zu Rajons. Am 27. Februar 1932 entstand aus diesen fünf Rajonen die Oblast Charkiw. Bereits im Sommer 1932 wurden Teile des Oblasts an den Oblast Donezk abgetreten. Im Herbst 1932 verkleinerte sich die Oblast Charkiw weiter bei der Gründung der Oblast Tschernihiw (damals Tschernigow). Weitere Gebietsverluste entstanden 1937 durch Gebietsübergaben an die Oblast Poltawa und im Winter 1939 durch die Gründung der Oblast Sumy. Seither kam es zu keinen weiteren Gebietsänderungen.
Während des Holodomors gehörte die Oblast Charkiw zu den meistbetroffenen Regionen. Der Krieg zwischen Nazideutschland und der Sowjetunion brachte ab 1941 schwere Verwüstungen und kostete zahlreiche Menschenleben. Die meisten jüdischen Bewohner der Region starben im Holocaust. Aber auch zahlreiche nichtjüdische Ukrainer und Ukrainerinnen starben in der Zeit zwischen 1941 und 1944.
Beim Referendum über die Unabhängigkeit der Ukraine im Jahr 1991 stimmten von den Wählern in der Oblast Charkiw 10,43 % gegen und 86,33 % für eine unabhängige Ukraine.
Im Jahr 2022 kam es zur russischen Besetzung von Teilen der Oblast durch den Russischen Überfall auf die Ukraine.

## Größte Städte und Siedlungen
Die Hauptstadt der Oblast ist die gleichnamige Stadt Charkiw, die zweitgrößte Stadt der Ukraine.

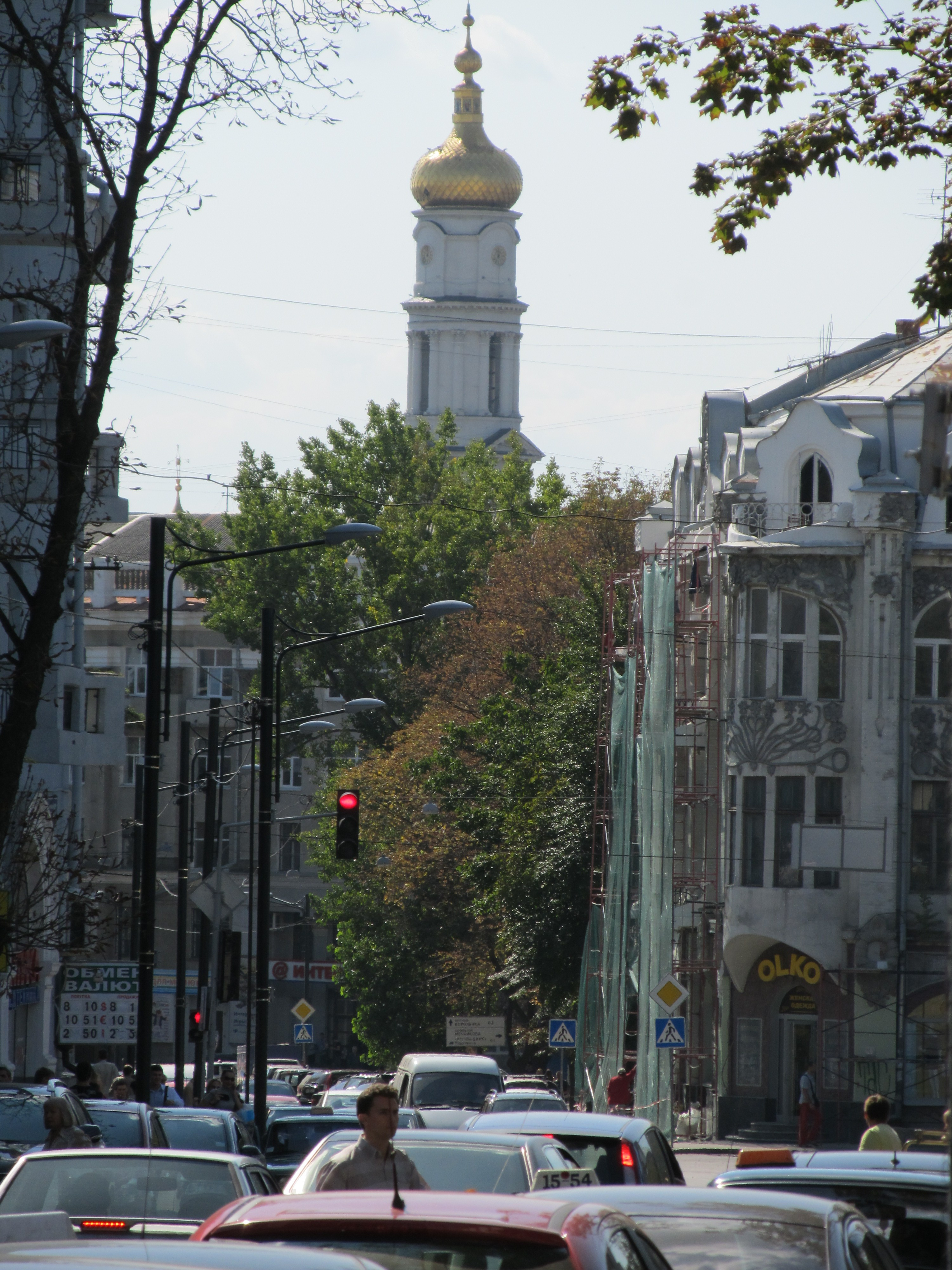
Straße in Charkiw

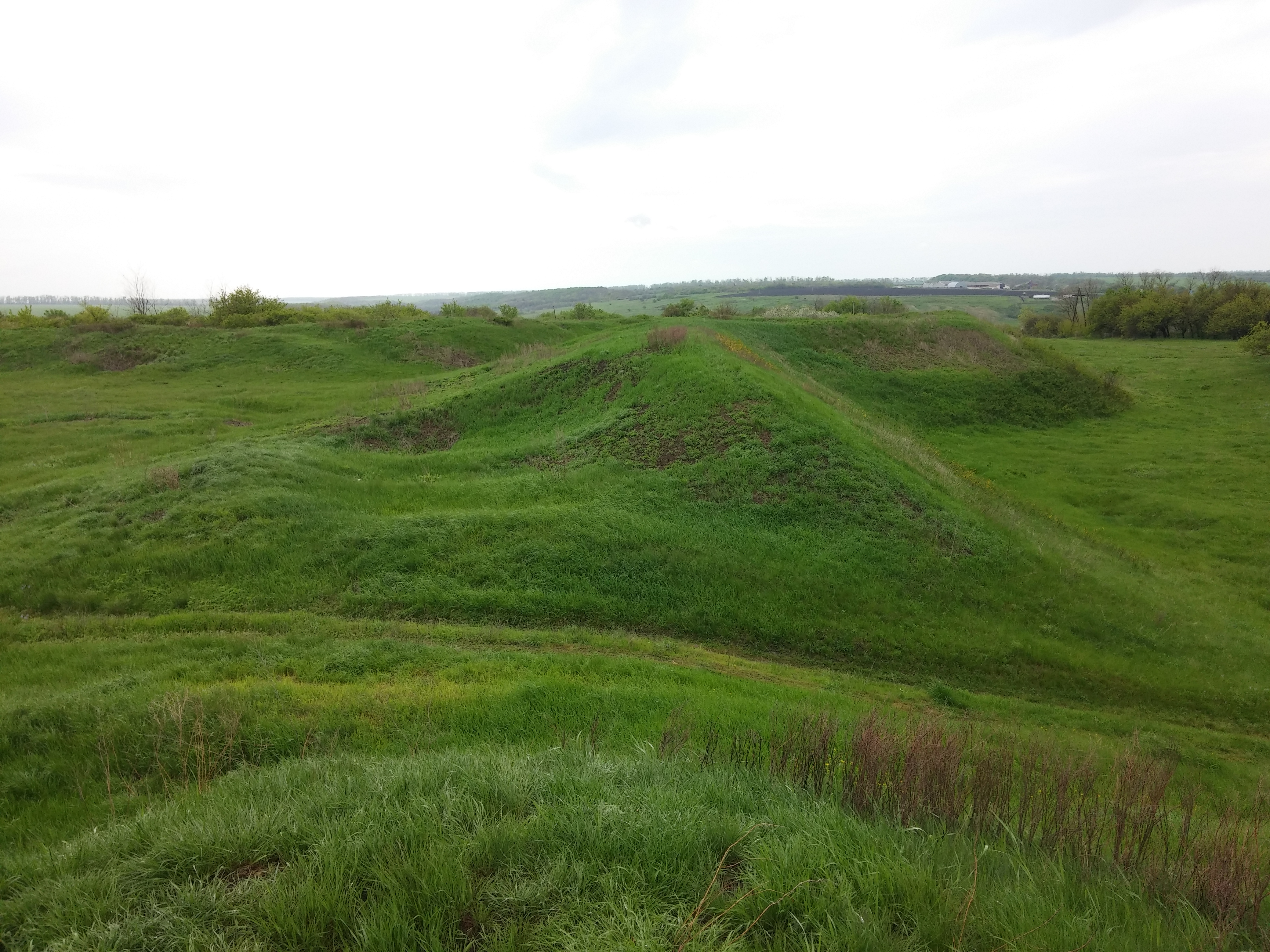
Befestigungsanlagen Petriwska-Festung im Dorf Petrivske

| Stadt (Russischer Name in Klammern falls abweichend)                                     | Ukrainischer Name | Russischer Name | Einwohner 1. Januar 2021 |
| ---------------------------------------------------------------------------------------- | ----------------- | --------------- | ------------------------ |
| Charkiw (Charkow)                                                                        | Харків            | Харьков         | 1.433.886                |
| Losowa (Losowaja)                                                                        | Лозова            | Лозовая         | 0.054.026                |
| Isjum                                                                                    | Ізюм              | Изюм            | 0.045.884                |
| Tschuhujiw (Tschugujew)                                                                  | Чугуїв            | Чугуев          | 0.031.575                |
| Slatopil (Slatopol)                                                                      | Златопіль         | Златопіoль      | 0.028.986                |
| Kupjansk                                                                                 | Купьянськ         | Купянск         | 0.027.169                |
| Balaklija (Balakleja)                                                                    | Балаклія          | Балаклея        | 0.026.921                |
| Pissotschyn (Pessotschin)                                                                | Пісочин           | Песочин         | 0.023.616                |
| Merefa                                                                                   | Мерефа            | Мерефа          | 0.021.421                |
| Ljubotyn (Ljubotin)                                                                      | Люботин           | Люботин         | 0.020.376                |
| Berestyn (Berestin)                                                                      | Берестин          | Берестин        | 0.020.013                |
| Kiwschariwka (Kowscharowka)                                                              | Ківшарівка        | Ковшаровка      | 0.018.302                |
| Wowtschansk (Woltschansk)                                                                | Вовчанськ         | Волчанск        | 0.017.747                |
| Derhatschi (Dergatschi)                                                                  | Дергачі           | Дергачи         | 0.017.433                |
| Bohoduchiw (Bogoduchow)                                                                  | Богодухів         | Богодухов       | 0.014.882                |
| Smijiw (Smijow)                                                                          | Зміїв             | Змиёв           | 0.014.071                |
| Sloboschanske                                                                            | Комсомольське     | Комсомольское   | 0.013.862                |
| Solonyziwka (Solonizowka)                                                                | Солоницівка       | Солоницовка     | 0.013.398                |
| Nowa Wodolaha (Nowaja Wodolaga)                                                          | Нова Водолага     | Новая Водолага  | 0.010.633                |
| Wyssokyj (Wyssoki)                                                                       | Високий           | Высокий         | 0.009.829                |
| Besljudiwka (Besljudowka)                                                                | Безлюдівка        | Безлюдовка      | 0.009.296                |
| Pokotyliwka (Pokotilowka)                                                                | Покотилівка       | Покотиловка     | 0.009.252                |
| Quellen: Ukrainisches Amt für Statistik, Seiten 40-42 und Sekundärquelle City Population |                   |                 |                          |

## Verwaltungsgliederung
Die Oblast Charkiw ist verwaltungstechnisch in sieben Rajone unterteilt; bis zur großen Rajonsreform am 18. Juli 2020 war sie in 27 Rajone sowie 7 direkt der Oblastverwaltung unterstehende (rajonfreie) Städte unterteilt. Dies waren die Städte Isjum, Kupjansk, Ljubotyn, Losowa, Slatopil (bis 2024 Perwomajskyj), Tschuhujiw sowie das namensgebende Verwaltungszentrum der Oblast, die Stadt Charkiw.

### Rajone der Oblast Charkiw mit deren Verwaltungszentren
| Rajon                | Rajon                                     | Verwaltungssitz    | Fläche | Weitere frühere (bis 2020) Rajonzentren und rajonfreie Städte |
| deutsche Bezeichnung | ukrainische Bezeichnung                   | Transkription      | km²    | Weitere frühere (bis 2020) Rajonzentren und rajonfreie Städte |
| -------------------- | ----------------------------------------- | ------------------ | ------ | ------------------------------------------------------------- |
| Rajon Berestyn       | Берестинський район Berestynskyj rajon    | Berestyn (Stadt)   | 4912,8 | Kehytschiwka, Sachnowschtschyna, Satschepyliwka               |
| Rajon Bohoduchiw     | Богодухівський район Bohoduchiwskyj rajon | Bohoduchiw (Stadt) | 4510,3 | Kolomak, Krasnokutsk, Solotschiw, Walky                       |
| Rajon Charkiw        | Харківський район Charkiwskyj rajon       | Charkiw (Stadt)    | 2644,3 | Derhatschi, Ljubotyn, Nowa Wodolaha                           |
| Rajon Isjum          | Ізюмський район Isjumskyj rajon           | Isjum (Stadt)      | 5910,2 | Balaklija, Barwinkowe, Borowa                                 |
| Rajon Kupjansk       | Куп'янський район Kupjanskyj rajon        | Kupjansk (Stadt)   | 4618,1 | Dworitschna, Schewtschenkowe, Welykyj Burluk                  |
| Rajon Losowa         | Лозівський район Losiwskyj rajon          | Losowa (Stadt)     | 4025,9 | Blysnjuky, Slatopil (bis 2024 Perwomajskyj)                   |
| Rajon Tschuhujiw     | Чугуївський район Tschuhujiwskyj rajon    | Tschuhujiw (Stadt) | 4807   | Petschenihy, Smijiw, Wowtschansk                              |

Bis 2020 gab es folgende Rajonsaufteilung:

Karte der Rajone und rajonfreien Städte der Oblast (bis 2020)

| Rajon                   | Rajon                                           | Verwaltungssitz                               | Fläche | 2020 (überwiegend) aufgegangen in           |
| deutsche Bezeichnung    | ukrainische Bezeichnung                         | Transkription                                 | km²    | 2020 (überwiegend) aufgegangen in           |
| ----------------------- | ----------------------------------------------- | --------------------------------------------- | ------ | ------------------------------------------- |
| Rajon Balaklija         | Балаклійський район Balaklijskyj rajon          | Balaklija (Stadt)                             | 1.986  | Rajon Isjum                                 |
| Rajon Barwinkowe        | Барвінківський район Barwinkiwskyj rajon        | Barwinkowe (Stadt)                            | 1.365  | Rajon Isjum                                 |
| Rajon Blysnjuky         | Близнюківський район Blysnjukiwskyj rajon       | Blysnjuky (Siedlung städtischen Typs)         | 1.380  | Rajon Losowa                                |
| Rajon Bohoduchiw        | Богодухівський район Bohoduchiwskyj rajon       | Bohoduchiw (Stadt)                            | 1.160  | Rajon Bohoduchiw                            |
| Rajon Borowa            | Борівський район Boriwskyj rajon                | Borowa (Siedlung städtischen Typs)            | 0.875  | Rajon Isjum                                 |
| Rajon Charkiw           | Харківський район Charkiwskyj rajon             | Charkiw (Stadt)                               | 1.403  | Rajon Charkiw                               |
| Rajon Derhatschi        | Дергачівський район Derhatschiwskyj rajon       | Derhatschi (Stadt)                            | 0.900  | Rajon Charkiw                               |
| Rajon Dworitschna       | Дворічанський район Dworitschanskyj rajon       | Dworitschna (Siedlung städtischen Typs)       | 1.112  | Rajon Kupjansk                              |
| Rajon Isjum             | Ізюмський район Isjumskyj rajon                 | Isjum (Stadt)                                 | 1.553  | Rajon Isjum                                 |
| Rajon Kehytschiwka      | Кегичівський район Kehytschiwskyj rajon         | Kehytschiwka (Siedlung städtischen Typs)      | 0.783  | Rajon Krasnohrad (seit 2024 Rajon Berestyn) |
| Rajon Kolomak           | Коломацький район Kolomazkyj rajon              | Kolomak (Siedlung städtischen Typs)           | 0.330  | Rajon Bohoduchiw                            |
| Rajon Krasnohrad        | Красноградський район Krasnohradskyj rajon      | Krasnohrad (Stadt; seit 2024 Berestyn)        | 0.983  | Rajon Krasnohrad (seit 2024 Rajon Berestyn) |
| Rajon Krasnokutsk       | Краснокутський район Krasnokutskyj rajon        | Krasnokutsk (Siedlung städtischen Typs)       | 1.041  | Rajon Bohoduchiw                            |
| Rajon Kupjansk          | Куп'янський район Kupjanskyj rajon              | Kupjansk (Stadt)                              | 1.280  | Rajon Kupjansk                              |
| Rajon Losowa            | Лозівський район Losiwskyj rajon                | Losowa (Stadt)                                | 1.404  | Rajon Losowa                                |
| Rajon Nowa Wodolaha     | Нововодолазький район Nowowodolaskyj rajon      | Nowa Wodolaha (Siedlung städtischen Typs)     | 1.183  | Rajon Charkiw, Rajon Losowa                 |
| Rajon Perwomajskyj      | Первомайський район Perwomajskyj rajon          | Perwomajskyj (Stadt; seit 2024 Slatopil)      | 1.194  | Rajon Losowa                                |
| Rajon Petschenihy       | Печенізький район Petscheniskyj rajon           | Petschenihy (Siedlung städtischen Typs)       | 0.467  | Rajon Tschuhujiw                            |
| Rajon Sachnowschtschyna | Сахновщинський район Sachnowschtschynskyj rajon | Sachnowschtschyna (Siedlung städtischen Typs) | 1.170  | Rajon Krasnohrad (seit 2024 Rajon Berestyn) |
| Rajon Satschepyliwka    | Зачепилівський район Satschepyliwskyj rajon     | Satschepyliwka (Siedlung städtischen Typs)    | 0.794  | Rajon Krasnohrad (seit 2024 Rajon Berestyn) |
| Rajon Schewtschenkowe   | Шевченківський район Schewtschenkiwskyj rajon   | Schewtschenkowe (Stadt)                       | 0.977  | Rajon Kupjansk                              |
| Rajon Smijiw            | Зміївський Smijiwskyj rajon                     | Smijiw (Stadt)                                | 1.365  | Rajon Tschuhujiw                            |
| Rajon Solotschiw        | Золочівський район Solotschiwskyj rajon         | Solotschiw (Siedlung städtischen Typs)        | 0.969  | Rajon Bohoduchiw                            |
| Rajon Tschuhujiw        | Чугуївський район Tschuhujiwskyj rajon          | Tschuhujiw (Stadt)                            | 1.149  | Rajon Tschuhujiw                            |
| Rajon Walky             | Валківський Walkiwskyj rajon                    | Walky (Stadt)                                 | 1.011  | Rajon Bohoduchiw                            |
| Rajon Welykyj Burluk    | Великобурлуцький район Welykoburluzkyj rajon    | Welykyj Burluk (Siedlung städtischen Typs)    | 1.221  | Rajon Kupjansk                              |
| Rajon Wowtschansk       | Вовчанський район Wowtschanskyj rajon           | Wowtschansk (Stadt)                           | 1.889  | Rajon Tschuhujiw                            |

## Bevölkerung

### Bevölkerungsentwicklung
Die Oblast wurde im Jahr 1932 gegründet und hat seit 1939 den heutigen Gebietsumfang. Seit dem Ende des Zweiten Weltkriegs gab es bis 1989 ein stetiges Wachstum. Seither nimmt die Einwohnerschaft ständig ab. Die städtische Bevölkerung sank seit 1989 um 14,81 %, die Zahl der Bewohner auf dem Land nahm im gleichen Zeitraum um 27,96 % ab. Seit der Jahrtausendwende verlor der Oblast rund 332.000 Bewohner oder 11,20 % der Bevölkerung.
rot: Volkszählungen in der Sowjetunion (bis 1989) und der Ukraine (2001); grün: Schätzungen des Ukrainischen Statistisches Amtes, jeweils 1. Januar

### Volksgruppen
Die Ukrainer sind in sämtlichen Städten und Rajons die Bevölkerungsmehrheit. Sogar in Charkiw mit 60,99 % Ukrainern und 34,27 % Russen. In der Stadt und dem Rajon Tschuhujiw erreichen die Russen mit 42,83 % respektive 40,53 % ihren höchsten Bevölkerungsanteil. In vielen Städten und Rajons sind weniger als 10 % der Bevölkerung Russen. In 11 der damals 27 Rajons bei der letzten Volkszählung 2001 stellten die Ukrainer jeweils mehr als 90 % der Gesamtbevölkerung, in der Stadt Ljubotyn und in weiteren 10 Rajons jeweils mehr als 80 % der Gesamtbevölkerung.  
| Jahr                                   | Ukrainer  | Ukrainer | Russen  | Russen  | Belarussen | Belarussen | Juden  | Juden  | Armenier | Armenier | Aserbaidschaner | Aserbaidschaner | Georgier | Georgier | Deutsche | Deutsche | Total     | Total    |
| Jahr                                   | Zahl      | %        | Zahl    | %       | Zahl       | %          | Zahl   | %      | Zahl     | %        | Zahl            | %               | Zahl     | %        | Zahl     | %        | Zahl      | %        |
| -------------------------------------- | --------- | -------- | ------- | ------- | ---------- | ---------- | ------ | ------ | -------- | -------- | --------------- | --------------- | -------- | -------- | -------- | -------- | --------- | -------- |
| 2001                                   | 2.048.699 | 70,75 %  | 742.025 | 25,62 % | 14.752     | 0,51 %     | 11.576 | 0,40 % | 11.157   | 0,39 %   | 5.684           | 0,20 %          | 4.408    | 0,15 %   | 1.454    | 0,05 %   | 2.895.813 | 100,00 % |
| Quelle: Ergebnis der Volkszählung 2001 |           |          |         |         |            |            |        |        |          |          |                 |                 |          |          |          |          |           |          |

Die Anzahl der Ukrainer ist zwischen 1989 und 2001 leicht gestiegen. Dank dem Bevölkerungsrückgang hat sich ihr Anteil stark erhöht. Bei der Mehrzahl der anderen Volksgruppen kam es zu einem deutlichen Bevölkerungsrückgang. Es gab zwischen 1989 und 2001 eine starke Zuwanderung aus dem Transkaukasus. Deshalb stieg die Anzahl der Armenier (von 8.152 auf 11.576 Personen) und die der Georgier (von 3176 auf 4408) deutlich.
| Nationalität    | 1989 (%) | 2001 (%) | Veränderung (%) |
| --------------- | -------- | -------- | --------------- |
| Ukrainer        | 62,8     | 70,7     | 0+2,8 %         |
| Russen          | 33,2     | 25,6     | −29,6 %         |
| Belarussen      | 00,7     | 00,5     | −35,6 %         |
| Juden           | 01,5     | 00,4     | −76,3 %         |
| Armenier        | 00,3     | 00,4     | +36,9 %         |
| Aserbaidschaner | 00,2     | 00,2     | −13,1 %         |
| Georgier        | 00,1     | 00,2     | +38,8 %         |

### Sprachen
Ukrainisch ist die Sprache einer knappen Bevölkerungsmehrheit. Der Anteil der Menschen mit russischer Muttersprache ist hoch. Die Minderheiten der Juden, Tataren, Belarussen und Georgier sind mehrheitlich russifiziert. Doch geben auch 25,8 % der ethnischen Ukrainer Russisch als Muttersprache an. Wegen der starken Russifizierung der Ukrainer sprechen trotz einem Anteil von mehr als 60 % Ukrainern 65,86 % der Bewohner Russisch als Muttersprache. Darunter sind 446.039 ethnische Ukrainer mit Muttersprache Russisch. Neben Charkiw sind die Städte Perwomajskyj und Tschuhujiw und der Rajon Tschuhujiw mehrheitlich russischsprachig. In allen anderen Städten und Rajons ist Ukrainisch die Muttersprache der jeweiligen Bevölkerungsmehrheit.
| Jahr                                   | Ukrainisch | Ukrainisch | Russisch  | Russisch | Armenisch | Armenisch | Moldauisch | Moldauisch | Romani | Romani | Total     | Total    |
| Jahr                                   | Zahl       | %          | Zahl      | %        | Zahl      | %         | Zahl       | %          | Zahl   | %      | Zahl      | %        |
| -------------------------------------- | ---------- | ---------- | --------- | -------- | --------- | --------- | ---------- | ---------- | ------ | ------ | --------- | -------- |
| 2001                                   | 1.557.980  | 53,80 %    | 1.282.659 | 44,29 %  | 5.221     | 0,18 %    | 3.402      | 0,12 %     | 1.522  | 0,05 % | 2.895.813 | 100,00 % |
| Quelle: Ergebnis der Volkszählung 2001 |            |            |           |          |           |           |            |            |        |        |           |          |

Bei der Volkszählung 1989 wurden Muttersprache und Zweitsprache erhoben. Sie belegt die starke Russifizierung der nichtrussischen Bevölkerung. Während die Russen fast gänzlich ihre Muttersprache verwenden, gibt es unter den 2.120.468 Nichtrussen 489.822 Personen (23,10 %) mit Russisch als Muttersprache und 1.348.591 Personen (63,60 %) mit Russisch als Zweitsprache.
| Bevölkerung nach Sprachen              |                        |                        |                          |                          |                     |                     |                       |                       |             |             |
|                                        | Muttersprache Russisch | Muttersprache Russisch | Muttersprache Ukrainisch | Muttersprache Ukrainisch | Russisch 2. Sprache | Russisch 2. Sprache | Ukrainisch 2. Sprache | Ukrainisch 2. Sprache | Volksgruppe | Volksgruppe |
| Anzahl                                 | Anteil                 | Anzahl                 | Anteil                   | Anzahl                   | Anteil              | Anzahl              | Anteil                | Anzahl                | Anteil      |             |
| Gesamt                                 | 1.528.394              | 48,14 %                | 1.604.745                | 50,55 %                  | 1.361.609           | 42,89 %             | 768.239               | 24,20 %               | 3.174.675   | 100 %       |
| Ukrainer                               | 407.605                | 20,45 %                | 1.585.163                | 79,54 %                  | 1.310.769           | 65,77 %             | 267.871               | 13,44 %               | 1.992.976   | 62,78 %     |
| Russen                                 | 1.038.572              | 98,52 %                | 15.566                   | 1,48 %                   | 13.018              | 1,23 %              | 463.727               | 43,99 %               | 1.054.207   | 33,21 %     |
| Belarussen                             | 11.915                 | 52,04 %                | 1.539                    | 6,72 %                   | 8.764               | 38,27 %             | 4.827                 | 21,08 %               | 22.898      | 0,72 %      |
| Armenier                               | 4.054                  | 49,73 %                | 114                      | 1,40 %                   | 3.608               | 44,26 %             | 1.120                 | 13,74 %               | 8.152       | 0,26 %      |
| Quelle: Ergebnis der Volkszählung 1989 |                        |                        |                          |                          |                     |                     |                       |                       |             |             |

Von den Russen sprechen 99,75 % Russisch als Erstsprache oder Zweitsprache. Der Anteil der Erstsprachler ist extrem hoch. Von den Ukrainern sprechen 92,98 % Ukrainisch als Erstsprache oder Zweitsprache. Der Anteil der Muttersprachler ist deutlich tiefer als bei den Russen. Und mehr als 7 % der Ukrainer sprechen gar kein Ukrainisch.
Die beiden aufgeführten kleineren Volksgruppen sind typisch für alle anderen Volksgruppen. Nur 12.785 Belarussen oder 55,83 % sprechen Belarussisch als Erstsprache oder Zweitsprache. Der Anteil der Personen mit Russisch als Muttersprache ist sehr hoch. Insgesamt sprechen 90,31 % Russisch als Erstsprache oder Zweitsprache und 27,80 % Ukrainisch als Erstsprache oder Zweitsprache. Bei den Armeniern sprechen nur 59,21 % Armenisch als Erstsprache oder Zweitsprache. Dagegen sprechen 93,99 % Russisch als Erstsprache oder Zweitsprache und 15,14 % Ukrainisch als Erstsprache oder Zweitsprache.